# 얄레니스 카스티요
얄레니스 카스티요 라미레스(스페인어: Yalennis Castillo Ramírez, 1986년 5월 21일~)는 쿠바의 전직 유도 선수이다. 올림픽에 2회 참가했으며 2008년 하계 올림픽에서 여자 하프헤비급 은메달을 획득했다.